# Soldeu
Soldeu – miasto w Andorze, w parafii Canillo. Według danych na rok 2012 liczy 588 mieszkańców. Znany ośrodek narciarski.